# 褚炤
褚炤（5世紀—？），字彥宣，河南陽翟（今河南省禹州市）。南朝宋官員，父親是鄱陽太守褚法顯，堂兄是宋末及齊初重要官員褚淵。

## 生平
褚炤年輕時就有高尚節操，王儉曾經說褚炤才能堪作保傅。褚炤曾任安成太守，又因一目失明，受召任國子博士，但褚炤沒有拜官。褚淵是宋明帝為宋後廢帝指定的顧命大臣之一, 並在宋末身居三公，一直掌握朝權，但他卻一直提拔及協助原本地位不高的將領蕭道成登上權力巔峯，助其篡宋建齊，自己也成為齊國的開國元勳。褚炤一直都很看不起褚淵這種行為，在昇明三年（479年）宋順帝禪讓帝位給蕭道成之日，褚淵以宋司空兼太保身份率領百官奉璽綬予蕭道成，勸其即位為帝。褚炤就故意問褚淵子褚賁：「司空今天去了哪？」褚賁答：「在齊大司馬門奉璽綬。」褚炤就說：「不知道你家司空將一家的物品送給另一家, 是甚麼意思呢！」蕭道成即位後，進褚淵為司徒，褚炤因而感歎：「褚淵自少修立名聲和德行，為何竟如此猖狂！乃家門不幸才有今日拜官之事。假若褚淵在做中書郎時就死了，不就是一個名士嗎！名望和德行沒得到繁盛發展，就讓他這麼長命。」褚淵辭讓了司徒，卻反送褚炤一輛尚書八座、侍中、常侍及侍郎乘坐入朝的軺車以作戲弄，褚炤看這大怒：「放著這東西有辱家門，怎可以給人看見！」於是命人拿火來燒掉，駕車人見狀急忙把車駛走。

## 家庭

### 祖父
- 褚秀之，東晉外戚，女兒是恭思皇后褚靈媛，宋太常。

### 父親
- 褚法顯，鄱陽太守。褚淵父親褚湛之之弟。

### 弟
- 褚炫，齊吏部尚書。